# Бельский (Кармаскалинский район)
Бельский (баш. Бельский) — деревня в Кармаскалинском районе Республики Башкортостан Российской Федерации. Входит в состав Сахаевского сельсовета.

## География

### Географическое положение
Находится на берегу реки Белой.
Расстояние до:
- районного центра (Кармаскалы): 20 км,
- центра сельсовета (Сахаево): 3 км,
- ближайшей ж/д станции (Карламан): 7 км.

## Население
| 2002 | 2009 | 2010 |
| ---- | ---- | ---- |
| 496  | ↘445 | ↘407 |

Национальный состав
Согласно переписи 2002 года, преобладающие национальности — татары (42 %), русские (32 %).

## Религия
Ислам
- Мечеть[5]